# 鰂魚涌海濱關注組
鰂魚涌海濱關注組是香港的一個地區組織，成立於2017年，旨在反對私人發展商在鰂魚涌海濱花園興建25層高工業大廈。鰂魚涌海濱關注組於成立後，於2019年香港區議會選舉取得一個議席。

## 成員
2019年區選結果
| 參選選區                 | 候選人 | 得票    | 結果 |
| 2019年區議會選舉（東區） |        |         |      |
| C24 鰂魚涌               | 陳寶琼 | 2,700票 | 當選 |

## 外部連結
- 東區區議會議員資料陳寶琼女士（页面存档备份，存于）
- 鰂魚涌海濱關注組Facebook專頁（页面存档备份，存于）